# Hypsiboas jimenezi
Hypsiboas jimenezi és una espècie de granota de la família dels hílids. És endèmica de Veneçuela. Els seus hàbitats naturals inclouen rius i corrents intermitents d'aigua.